# Pancho Villa (téléfilm, 2003)
Pour les articles homonymes, voir Pancho Villa et Pancho Villa (homonymie).
Pour plus de détails, voir Fiche technique et Distribution.
Pancho Villa (And Starring Pancho Villa as Himself) est un téléfilm américain réalisé par Bruce Beresford sorti en 2003.

## Synopsis
Pancho Villa est un révolutionnaire qui se bat pour renverser le pouvoir mis en place dans son pays, le Mexique. Il sait que pour attirer le maximum de gens à sa cause, il doit utiliser les moyens de propagande. Pancho Villa s'allie donc à deux réalisateurs de l'époque, D.W. Griffith et Harry Aitken, afin de réaliser le premier film d'action hollywoodien, en plongeant les caméras au cœur de la bataille.

## Fiche technique
Sauf indication contraire, les informations mentionnées dans cette section peuvent être confirmées par les bases de données cinématographiques IMDb et Allociné,  présentes dans la section « Liens externes ».
- Titre original : As Starring Pancho Villa as Himself
- Titre français : Pancho Villa
- Réalisation : Bruce Beresford
- Scénario : Larry Gelbart
- Production : Diane Isaacs, Lourdes Diaz, Juanita Diane Feeney, Sue Jett, Luz María Rojas, Tony Mark
- Production exécutive : Gary Levinsohn, Joshua D. Maurer, Mark Gordon, Larry Gelbart
- Musique : Joseph Vitarelli, Stephen Endelman
- Photographie : Peter James
- Montage : Mark Warner
- Sociétés de production : HBO, City Entertainment
- Pays d'origine :  États-Unis
- Genre : Guerre, Histoire
- Langue : anglais
- Dates de sortie :
  - États-Unis : 7 septembre 2003
  - France : 24 mars 2020 (OCS)

## Distribution
Sauf indication contraire, les informations mentionnées dans cette section peuvent être confirmées par les bases de données cinématographiques IMDb et Allociné,  présentes dans la section « Liens externes ».
- Antonio Banderas (VF : Bernard Gabay) : Pancho Villa
- Eion Bailey (VF : Philippe Valmont) : Frank Thayer
- Alan Arkin : Sam Drebben
- Jim Broadbent : Harry Aitken
- Matt Day (VF : Guillaume Lebon) : John Reed
- Michael McKean (VF : Hervé Caradec) : Christy Cabanne
- Anthony Head (VF : Jean-François Aupied) : William Benton
- Colm Feore (VF : Jean-Luc Kayser) : D.W. Griffith
- Alexa Davalos (VF : Élisabeth Ventura) : Teddy Sampson